# Elektra (comics)
Pour les articles homonymes, voir Elektra.
Elektra Natchios, alias Elektra, est une super-héroïne évoluant dans l'univers Marvel de la maison d'édition Marvel Comics. Créée par Frank Miller (scénario et dessins), le personnage de fiction apparaît pour la première fois dans le comic book Daredevil (vol. 1) #168 en janvier 1981.
D'origine grecque, ancienne passion de jeunesse de « l'Homme sans peur » (Daredevil), Elektra entretient avec ce dernier des rapports de type amour-haine, en raison de son penchant pour la violence et de ses activités de tueuse à gages, formée par un clan ninja.
En plus de ses apparitions signature dans la série de comics Daredevil, le personnage d'Elektra apparaît dans deux séries portant son nom, ainsi que plusieurs mini-séries de 1984 à 1990. En 1995, elle obtient une série régulière, puis apparaît dans la nouvelle série Thunderbolts (2012), créée par Daniel Way et Steve Dillon.
Adapté dans d'autres médias, le personnage est interprété par l'actrice Jennifer Garner dans le film Daredevil (2003) et son spin-off Elektra (2005). À la télévision, elle est incarnée  au sein de l'univers cinématographique Marvel par l'actrice Élodie Yung dans la série Daredevil (2015) puis dans The Defenders (2017).

## Biographie du personnage

### Origines
Elektra Natchios est la fille d'un ambassadeur grec, Hugo Natchios. Sa mère Christina lui donne naissance prématurément, car elle venait de se faire tirer dessus par des hommes dans un hélicoptère. Ces tueurs avaient été engagés par son propre fils, Oreste, honteux que sa mère trompe Hugo. Ce dernier est blessé dans l'attaque, et Oreste s'enfuit. Hugo élève sa fille avec amour et Oreste garde un œil discret sur sa sœur. Victime d'une tentative d'enlèvement, Elektra reçoit des cours d'auto-défense.
Une autre version de ses origines raconte que la mère d'Elektra était en visite à la clinique lors de son huitième mois, quand un terroriste fit irruption et la prit en otage. Elle parvint à le vaincre mais reçut une balle dans la mêlée. Dans cette version, Elektra est née dans le sang rouge de sa mère mourante.
Quand Hugo Natchios est nommé ambassadeur à New York, Elektra l'accompagne et suit des cours à l'université Columbia. Elle y rencontre Matt Murdock (Daredevil) et les deux sortent ensemble. Un an plus tard, Elektra et son père sont capturés par des terroristes. Daredevil intervint et un des tueurs chute par la fenêtre. La police ouvre le feu ; Hugo est touché par plusieurs balles et meurt sous les yeux de sa fille.
Elektra alors perd l'espoir. Elle arrête ses études et reprend ses cours d'arts martiaux. Puis Stick, un sensei, la prend sous son aile. Plus tard, rejetée par Stick, elle tente de gagner ses faveurs en infiltrant la secte ninja connue sous le nom de la Main mais est finalement corrompue par celle-ci. Elle se libère plus tard de leur emprise. Elle revoit Matt Murdock et le combat quand elle apprend qu'il est Daredevil. Mais, grâce à l'amour, ils s'allient contre La Main.

### Parcours
Elektra devient par la suite une tueuse à gages pour le compte du mafieux new-yorkais le Caïd qui la charge d'éliminer l'associé de Matt Murdock, l'avocat Foggy Nelson. Mais, quand Foggy la reconnaît, elle ne peut se résoudre à le tuer. Mécontent, le Caïd souhaite se débarrasser d'elle et charge le Tireur (Bullseye) de la tuer, ce qu'il fait avec l'un de ses propres sais. Elektra meurt dans les bras de Daredevil.
Plus tard, la Main vole son cadavre pour la faire revenir à la vie. Daredevil affronte la secte ninja avec l'aide de Stone (le commandant en second de Stick chez les Chastes et ancien amant d'Elektra). Ce dernier disparaît avec son cadavre, purifié. Des années plus tard, on apprend que Stone l'avait ressuscitée. Elektra reprend sa carrière et croise plusieurs fois la route du mutant Wolverine.
Elle travaille par la suite avec le SHIELD, attaqué de part et d'autre par l'HYDRA et la Main, cette dernière l'ayant ressuscitée après un combat. Dotée de nouvelles capacités, elle reprend le contrôle d'elle-même et s'allie à un Wolverine amnésique pour vaincre Gorgone, le nouveau leader de la Main.

### AprèsCivil War
Après le crossover Civil War, Elektra finit par diriger elle-même la Main.
Elle tue Maya Lopez (Echo) avant de la ressusciter et de lui faire subir un lavage de cerveau pour l'enrôler dans son organisation. Les Vengeurs dissidents au recensement l’affrontent en venant rechercher Maya, finissant par faire retrouver la mémoire à cette dernière. Echo se retourne alors contre Elektra et finit par l'empaler avec son arme. Après sa mort, le corps d'Elektra reprend sa vraie forme, celle d'un extraterrestre Skrull.

### Dark Reign
Dans l'arc Dark Reign, la vraie Elektra Natchios revient sur Terre avec les autres prisonniers des Skrulls, à la fin de l'histoire ; elle est alors faite prisonnière par Iron Man, désormais à la tête du SHIELD.
Plus tard, Norman Osborn dissout le SHIELD et le remplace par le HAMMER. Il ordonne que des expérimentations soient menées sur Elektra pour obtenir des informations sur la date de sa capture et sa détention. Elle s'échappe et affronte le Tireur, alors membre des Vengeurs Noirs et se faisant passer pour Clint Barton/Œil de Faucon, envoyé par Osborn ; elle survit à l'affrontement grâce à l'arrivée inopinée de Wolverine.
Après avoir éliminé un agent du HAMMER qui avait mis sa tête à prix, l'ex-Bouffon Vert la prévient qu'il ne peut la laisser en vie.

## Pouvoirs et capacités
Même si Elektra possède plusieurs super-pouvoirs, elle est surtout connue pour être une athlète de classe olympique et une combattante hors pair. Ses principales capacités sont une solide connaissance des arts martiaux et de l'armement. Formée par les plus grands maîtres en arts martiaux, elle est devenue une kunoichi (ninja) et une tueuse professionnelle.
- Elektra est une athlète, experte en gymnastique et en natation. Elle possède par ailleurs des capacités exceptionnelles (sans être surhumaines) en force, vitesse, endurance, agilité, dextérité, réflexes, coordination et équilibre. Elle est aussi résistante à la douleur ainsi qu'à la chaleur et au froid extrêmes.
- Elle a appris les arts martiaux anciens de la Chine, du Siam et du Japon et maîtrise de nombreuses formes de combat japonais, notamment le ninjutsu.
- Elle est une combattante émérite avec le sai d'Okinawa, son arme favorite habituelle. Elle est également très habile au katana, avec des poignards, au bâton à trois sections (sansetsukon), avec des shurikens, ainsi qu'avec les armes à feu.
- Elle possède la capacité surnaturelle d'hypnotiser les autres et peut leur faire voir des illusions ou d'autres phénomènes. Elle a également la capacité de « jeter » son esprit dans ceux des autres. Par exemple, elle a été capable de traquer son ennemi, Ken Wind, en « empruntant temporairement » l'esprit des gens et en agissant à travers eux pendant qu'elle le chassait. Ce contrôle mental temporaire lui permet de « renifler » métaphoriquement la psyché, ou l'intention de ses cibles. Ce pouvoir a été utilisé de façon étendue pendant l'arc narratif Elektra: Assassin, durant lequel elle dépendait fortement de ses pouvoirs de ninja.
- Elle est également capable de se cacher dans les ombres et de se déplacer avec une vitesse telle qu'elle peut rester invisible, même en plein jour.
- Elektra a montré qu'elle possédait des capacités télépathiques de bas niveau ; elle peut communiquer par télépathie avec des individus possédant des niveaux similaires de discipline mentale, tels ceux du groupe des Chastes (en). Elektra a maîtrisé cette capacité pendant sa formation avec la Main, ce qui la lie mentalement à The Beast, le demi-dieu de la Main.
- Elektra possède également la capacité d'effacer et déverrouiller ses souvenirs à sa guise.
- Elle peut guérir grâce à la méditation, y compris de blessures mortelles.

## Origines du nom
Le nom « Elektra » est inspiré d'Électre, la fille d'Agamemnon et de Clytemnestre de Mycènes dans la mythologie grecque.

## Apparitions dans d'autres médias
Sauf indication contraire, les informations mentionnées dans cette section peuvent être confirmées par la base de données cinématographiques IMDb,  présente dans la section « Liens externes ».

### Films
Interprétée par Jennifer Garner

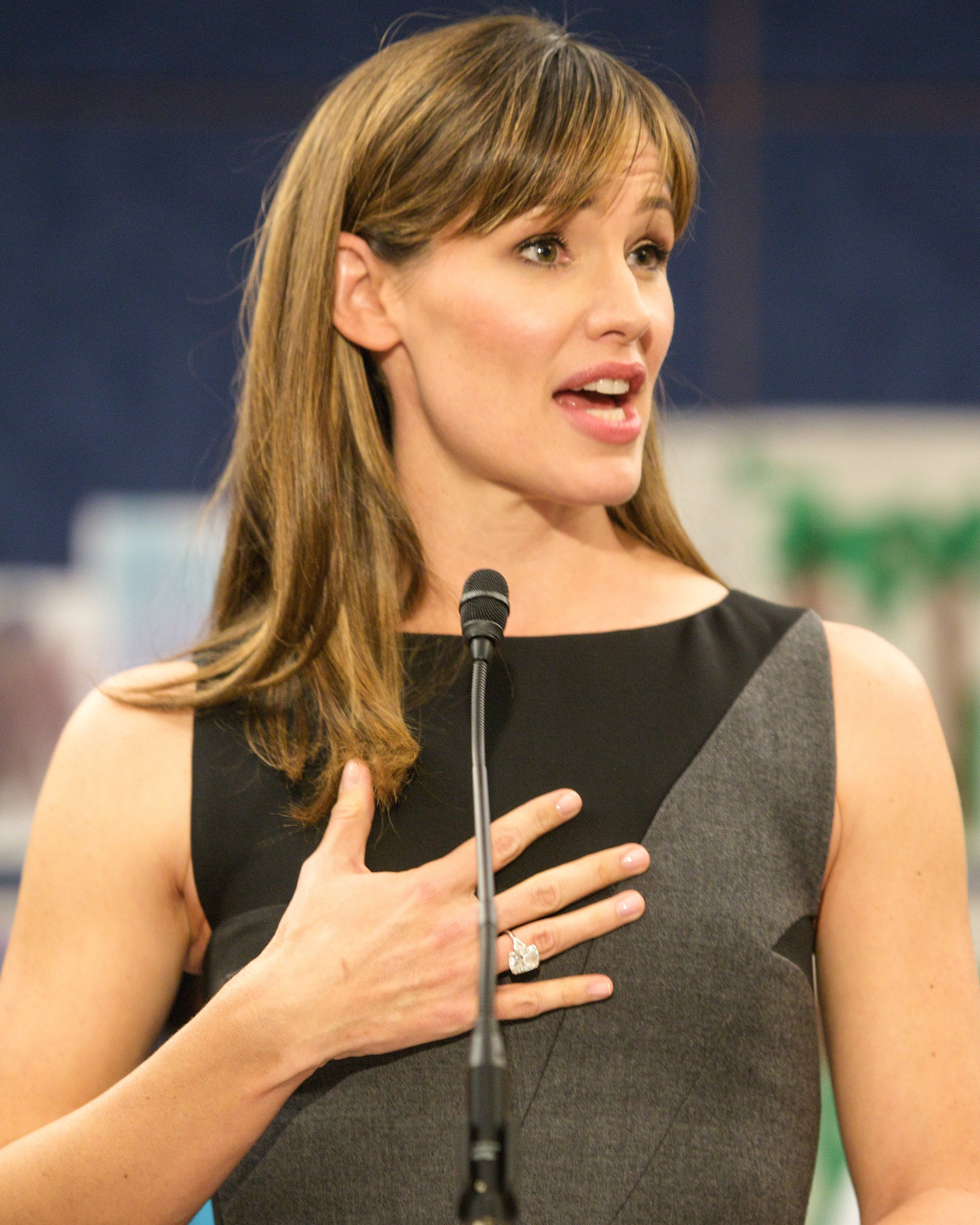
Jennifer Garner incarne Elektra Natchios dans les films Daredevil (2003), Elektra (2005) et Deadpool et Wolverine (2024).

- 2003 : Daredevil réalisé par Mark Steven Johnson - Elektra fait la rencontre de Matt Murdock et elle est présumée morte à la suite d'un affrontement avec le Tireur. Contrairement aux comics, elle porte ici un costume de cuir noir au lieu de satin rouge[7].
- 2005 : Elektra réalisé par Rob Bowman - Spin-off du film précédent, on apprend que son personnage a été ressuscité et qu'elle mène désormais une carrière d'assassin. À la suite des réclamations de fans, le personnage porte ici un costume rouge pour se conformer davantage à la version des comics[7].
- 2024 : Deadpool et Wolverine réalisé par Shawn Levy. En juillet 2023, il est annoncé que Jennifer Garner reprendra son rôle dans le film, presque 20 ans après Elektra[8].

### Télévision

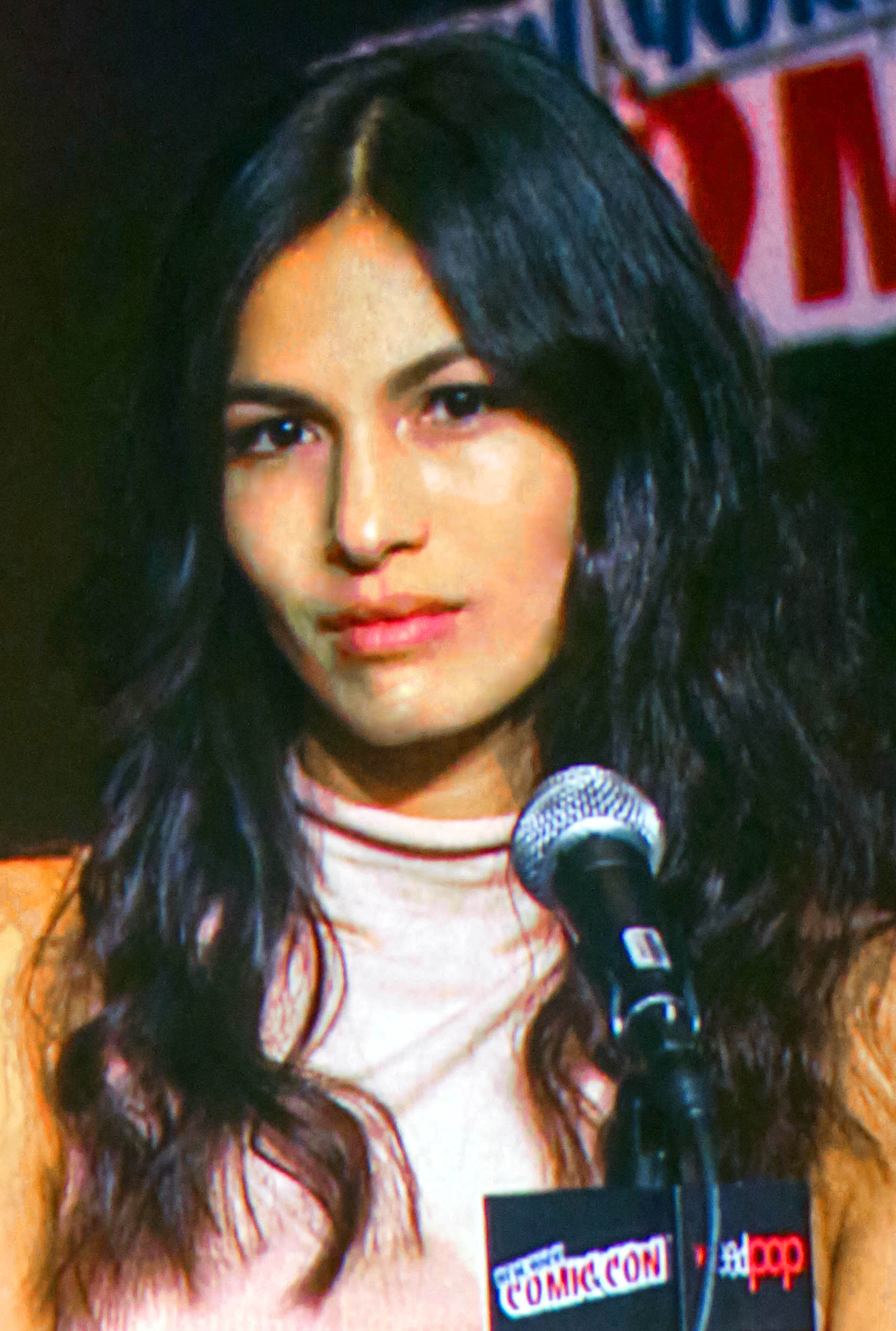
Élodie Yung incarne Elektra Natchios dans la série Daredevil (2016).

Interprétée par Élodie Yung dans l'univers cinématographique Marvel
- 2016 : Daredevil - Dans la saison 2, Elektra revient à Hell's Kitchen pour revoir Matt Murdock. Elle lui révèle que les Yakuzas ne sont jamais partis. Ensemble et sous leurs costumes respectifs, ils découvrent que les guerriers ninjas d'une organisation appelée La Main sont la cause de multiples crimes à New-York. Après de nombreux raids nocturnes contre les yakuzas et des retrouvailles avec Stick, Elektra finit tuée par la Main, et son corps est récupéré par la Main.
- 2017 : The Defenders - Elektra, ressuscitée par La Main, est désormais le Black Sky, une arme surpuissante à la solde de l'organisation criminelle. Ils ont comme projet de l'envoyer capturer Iron Fist, car il est le seul à ouvrir une porte antique qui abrite le squelette d'un dragon, qui leur permettrait de trouver le secret de l'immortalité. Désormais dotée d'une force surhumaine en plus de ses capacités de combats et amnésique, Elektra est une opposante redoutable, capable d'affronter l'équipe des Defenders à elle seule. Toutefois, elle finit par retrouver la mémoire et récupère ses sentiments envers Matt. Au cours du combat final, alors que Jessica, Luke et Danny quittent les lieux du combat après avoir contrecarré les projets de la Main, Matt reste pour la combattre jusqu'au bout et tous deux se retrouvent ensevelis par la chute d'un immeuble, mais alors que Matt s'en sort, le sort d'Elektra reste inconnu.

### Jeux vidéo
- 2005 : Marvel Nemesis : L'Avènement des imparfaits
- 2006 : Marvel Ultimate Alliance
- 2013 : Marvel Heroes
- 2013 : Lego Marvel Super Heroes
- 2017 : Lego Marvel Super Heroes 2 : c'est l'Elektra de l'univers Marvel Noir.
- 2019 : Marvel Ultimate Alliance 3: The Black Order
- 2022 : Marvel Snap

## Voir aussi

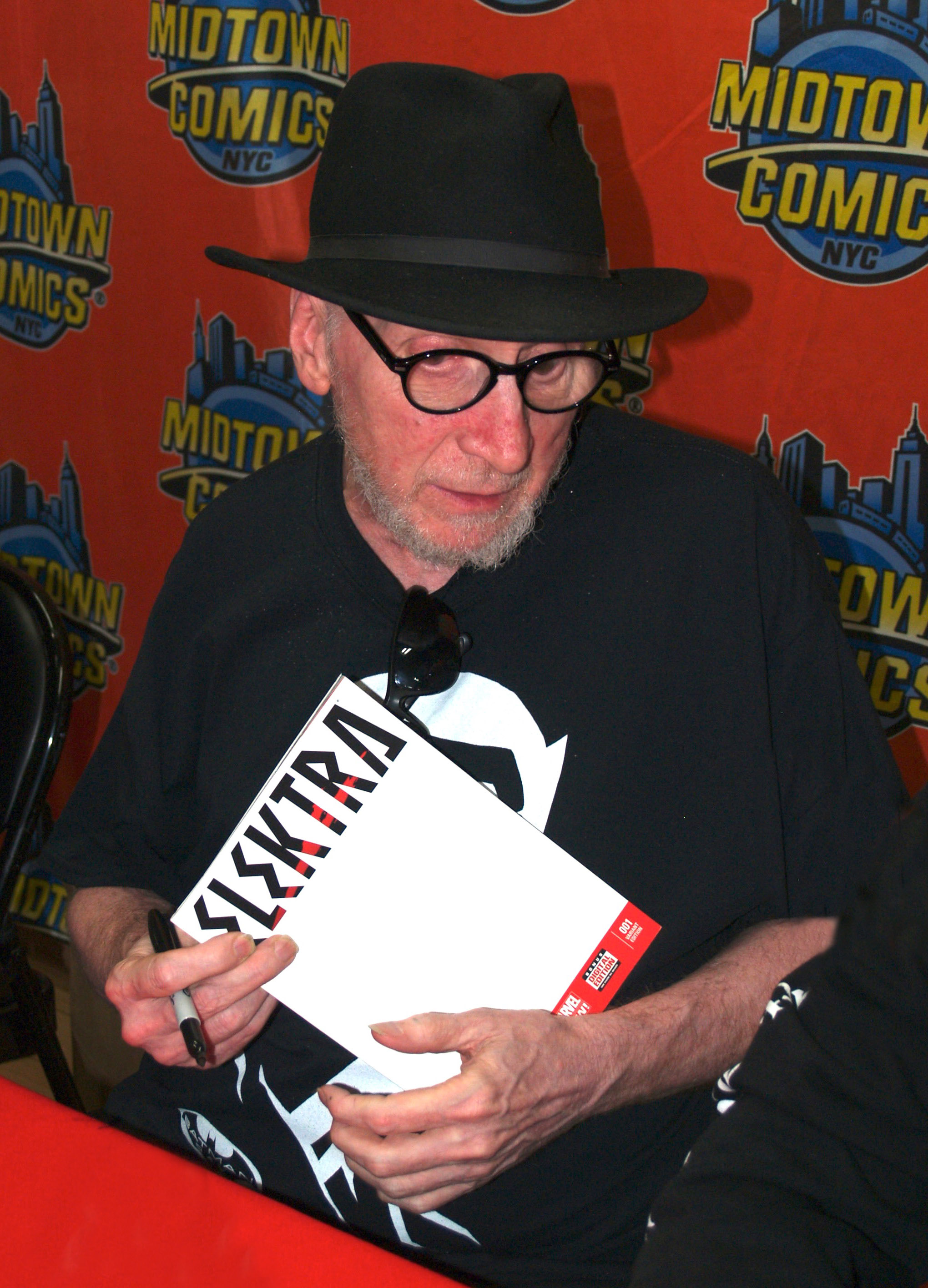
Frank Miller en train de signer une copie du comics Elektra en 2016.